# Львович, Роман Борисович
Роман Борисович Львович (род. 30 июля 1972, Казань) — композитор, аранжировщик, исполнитель, ответственный секретарь Союза композиторов России в 2017 году.

## Биография
Родился в 1972 году. Отец — Борис Львович.
Окончил в 2000 году досрочно и с отличием композиторский факультет Московской Государственной Консерватории (профессор — Роман Леденёв), также он является учеником известного композитора Геннадия Гладкова, членом Союза композиторов и Союза театральных деятелей России, Союза композиторов Евразии, Международного фонда композиторов «Новые классики», Академии современного музыкального театра п/р Максима Дунаевского. Член жюри фестиваля «Студенческая весна» в Самаре (2022) и Чебоксарах (2024), Большого экспертного совета фестиваля «Музыкальное сердце театра» (2024). Эксперт чемпионата «АртМастерс» (2025).
1. «ХОББИТ»[2] , опера-мюзикл по одноимённой сказке-fantasy Дж. Толкиена, (в том числе инсценировка и стихи), шла в 2002—2008 годах на сцене Санкт-Петербургского театра «Зазеркалье». Нотный сборник с фрагментами издан челябинским издательством MPI в 2009 году.
2. «Марбургский счёт», документальная опера с элементами мюзикла о жизни Ломоносова и Пастернака, премьера состоялась в 2003 году в г. Марбург (Германия), в театре Erwin-Piscator-Haus (Stadthalle). Её ответные гастроли в Москве состоялись в 2004 году в помещении Российского академического молодёжного театра при участии хора и оркестра МАМТ им. Станиславского и Немировича-Данченко. Проект проходил в рамках «Российско-германских культурных встреч 2003/2004» под патронатом Президентов России и Германии, Министров культуры России и земли Гессен, Посла Германии в России.
3. «Ревизор. После комедии.», одноактная опера, премьера состоялась 7 ноября 2006 года в Государственном Театре Наций (Москва) в исполнении солистов, хора и оркестра Московского академического музыкального театра им. Станиславского и Немировича-Данченко в рамках проекта «Открытая сцена» Комитета по культуре г. Москвы. Вошла в учебную программу Российского института театрального искусства — ГИТИС как образец современной оперы для режиссёров музыкального театра.
4. «Чёрная курица», опера-мюзикл, успешно шла с 2010 по 2022 гг. в «Музыкальном театре Карелии» (Петрозаводск)[3], ставилась в рамках Конкурса Союза театральных деятелей России на создание крупной музыкально-театральной формы для детей и юношества, гастролировала в Мурманске, Норильске[4], Саратове[5], Санкт-Петербурге и Москве, номинировалась на премию «Золотая Маска» в пяти категориях.
5. «Калевала», одноактная опера-мистерия, фрагменты исполнялись в Московском Доме композиторов Государственной театрально-музыкальной капеллой им. В.Судакова в 2016 и 2019 гг., звучали по радио «Орфей», издавались в нотном приложении к журналу «Музыкальная академия»[6]
6. «Человек в футляре», мюзикл, издан в формате аудиокниги и продаётся на многих интернет-сайтах.
7. Финал мюзикла «Путешествие Муравьишки», Музыкальный театр, Петрозаводск, 2024 «Путешествие Муравьишки, или От рассвета до заката», одноактный мюзикл, поставлен в Санкт-Петербургском театре «Зазеркалье» в ноябре 2020 года, был признан там же главным хитом двух сезонов, номинирован на премию «Золотая Маска» (2022) в 6ти категориях и фестиваль "Музыкальное сердце театра" (2022) в 6ти категориях. Гастролировал на сцене театра "Геликон-опера" в Москве. В марте 2024 года поставлен в Музыкальном театре Карелии (Петрозаводск)[7]. Там же награждён премией «Онежская маска» в номинации «Лучший актёрский ансамбль» (2025).
8. «Опасные связи», мюзикл, поставлен в Новосибирском музыкальном театре в декабре 2022 года. В октябре 2023 года гастролировал в Москве, в помещении Российского академического молодёжного театра, в рамках фестиваля «Видеть музыку». В ноябре 2023 года гастролировал в Кемерово, на сцене Музыкального театра Кузбасса им. А.К.Боброва, в рамках фестиваля «Музыкальное сердце театра», на который был номинирован в 10-и категориях[8]
9. "Мишкина каша", лайт-опера в одном действии, поставлена в Санкт-Петербургском театре «Зазеркалье» в марте 2025 года. Награждена дипломом 33го фестиваля "Театры Санкт-Петербурга - детям".

- Музыка для телеигры «Русское лото» (1996).
- оркестровая редакция мюзикла «Норд-Ост» (2001)[источник не указан 243 дня];
- фортепьянное трио «Русские фрески» по заказу Саарбрюккенского музыкального фестиваля (Германия, 2003),
- цикл детских песен для видеокурса «Карточки Домана» («Понималка» и «Читалка», 2011 г.),
- «Музыка к неснятому фильму» (сюита для большого симфонического оркестра, 2013 г., дирижёр — Сергей Скрипка),
- «Минский вальс» для баритона, хора и оркестра на сцене Большого театра оперы и балета Республики Беларусь в день 950-летия города Минска (2017),
- партитура симфорок-сюиты «Странник» для солистов, хора и большого эстрадно-симфонического оркестра по песням и композициям Митрополита Белгородского и Старооскольского Иоанна (премьера состоялась в Белгородской филармонии в октябре 2018 года и в Москве в декабре 2018 года),
- «Лирическая медитация» (по мотивам древнекитайской поэзии, впервые исполнена оркестром «Musica viva» в Концертном зале «Зарядье» в октябре 2019 года).
- Песня "Спасибо, братья!" к 80-летию Великой Победы (2025 г.) Исполнялась в Белгороде, Самаре, Москве (Большой Зал Консерватории) с камерным хором, большим симфоническим оркестром. Солисты Николай Землянских (баритон), Борислав Струлёв (виолончель).

1. «Учитель словесности» МХТ им. Чехова (2003),
2. «Почти рождественская история» Театра им. Рубена Симонова (2013),
3. «Морское путешествие 1933 года» (2015) Театра им. Моссовета (режиссёр — Юрий Ерёмин),
4. «Герой нашего времени» (2019) Театра им. Моссовета.

- музыка для телеводевиля «Школа этуалей» (2001, Киностудия им. Горького, режиссёр — Валерий Белякович, продюсер — Владимир Грамматиков)[9];
- музыка к полнометражному художественному фильму Он, она и я (2007 г., Мосфильм, ООО «Максимус», «Пирамида», режиссёр — Константин Худяков)[10]

- «Не говори мне, кто ты» (2009 г., «КОД-фильм+»),
- «LYDIA D.» («Натурщица для гения»), (2010 г., «ВГТРК»),
- «Один» («Вышел ёжик из тумана»), (2011 г., «Первый канал», Гран-при фестиваля «Золотая пектораль-2012»),
- «Я давно иду по прямой» (2012 г., «Первый канал»),
- «Врачеватель» («Человек, который спасает») (2013 г., «Первый канал»), продюсер и режиссёр — Олеся Фокина;
- «Дневник белой вороны» (2022 г., режиссёр — Борис Дворкин, продюсер — Алла Сурикова);
- "Сила слабых" (2023 г., продюсер и режиссёр - Галина Евтушенко);
- «Живые мемории. Отцы и дети. Цветаева.» (2025 г, продюсеры и режиссёры Ирина и Михаил Разумовские)

Роман Львович также основатель и руководитель студии «Третий Рим» по выполнению электронных аранжировок, сведению и обработке фонограмм. Среди основных заказчиков — телеканал «WorldMadeChannel» (Нидерланды), программа «Кривое зеркало» п/р Е. Петросяна, Олег Газманов, Николай Басков, Ирина Шведова, Наталья Гвоздикова, Борислав Струлёв, Михаил Либерман (США, Нью-Йорк), ЭССЕ-квинтет (Санкт-Петербург), Аркадий Резник (классическая гитара), ансамбль «Генофонд» Гильдии актёров кино России, ПО «Форэнерго», гимн республики Хакасия.
Снимался в роли пианиста-тапёра в сериалах «Тяжелый песок» («Первый канал») и «Дело следователя Никитина» («Россия-1»), в шоу "Точь-в-точь" ("Первый канал"), "Сто к одному" ("Россия-1"), "Приют комедиантов" (ТВЦ).

## Фильмография
1. 2007 — Он, она и я[10]
2. 2009 — Не говори мне, кто ты[11]
3. 2010 — Натурщица для гения[12]
4. 2011 — Вышел ёжик из тумана[13]
5. 2012 — Я давно иду по прямой[14]
6. 2013 — Человек, который спасает[15]

## Награды и номинации
- 1998 — лауреат Всероссийского конкурса молодых композиторов «Рябиновые грезы»
- 1999 — дипломант Австрийской международной летней академии
- 2004 — победитель VI Московского международного телевизионно-театрального фестиваля «Ожившая сказка»
- 2005 — лауреат премии Мариинского театра (за оперу по Н. В. Гоголю)
- 2012 — номинант фестиваля «Золотая Маска» как «Лучший композитор в музыкальном театре»[16][17][18]
- 2019 — лауреат Национальной Премии «На Благо Мира» за доброту в искусстве, в двух номинациях: «Театр» и «Авторская песня»[19][20][21].
- 2021 — лауреат Национальной Премии «На Благо Мира» за доброту в искусстве, в номинации «Театр» (1 место)[22][23].
- 2022 — номинант фестиваля «Золотая Маска» в категории «Лучшая оперетта/мюзикл»[24].
- 2022 — номинант фестиваля «Музыкальное сердце театра» в категории «Лучший спектакль для детей и подростков»[25].
- 2023 — номинант фестиваля «Музыкальное сердце театра» в категории «Лучшая музыка (композитор)»[26].